# Inférence écologique
En sciences sociales, l'inférence écologique désigne le processus par lequel on cherche à obtenir des conclusions sur les comportements individuels à partir de données agrégées. Par exemple, à partir des résultats électoraux d'un district et de sa composition démographique, on peut vouloir tirer des conclusions sur le comportement électoral des différents groupes sociaux.

## Exemples
Lors de l'élection présidentielle américaine de 2000, plusieurs bulletins de vote ont été illégalement pris en compte en Floride. Dans un article publié en 2004, Gary King et Kosuke Imai utilisent des méthodes d'inférence écologique pour savoir si ces bulletins ont modifié le résultat final de l'élection. 
Lorsqu'on étudie des élections anciennes, comme l'élection d'Adolf Hitler en 1933 par exemple, il n'est pas toujours possible d'avoir accès à des sondages pour savoir quel groupe social a voté pour quel parti. Gary King et ses coauteurs ont utilisé des méthodes d'inférences écologiques pour reconstituer le comportement électoral des différents groupes sociaux à partir de la composition sociologique des districts électoraux et des résultats électoraux.